# IC 2968
IC 2968 је лентикуларна галаксија у сазвјежђу Лав која се налази на листи објеката дубоког неба у Индекс каталогу.
Деклинација објекта је + 20° 37' 33" а ректасцензија 11h 52m 30,5s. Привидна величина (магнитуда) објекта IC 2968 износи 14,5 а фотографска магнитуда 15,4. IC 2968 је још познат и под ознакама CGCG 127-85, NPM1G +20.0292, PGC 37192.